# Doylestown (Ohio)
Pour les articles homonymes, voir Doylestown.
Doylestown est une petite ville (village) des États-Unis, située dans le comté de Wayne et l'État de l'Ohio.

## Géographie
Sa superficie totale est de 4,6 km² (soit 1,8 mi²), entièrement en surfaces terrestres.

## Démographie
Selon les données du Bureau de recensement des États-Unis, Doylestown était peuplée :
- de 2 668 habitants en 1990 (recensement) ;
- de 2 799 habitants en 2000 (recensement) ;
- de 2 874 habitants en 2006 (estimation).